# Bradycalanus gigas
Bradycalanus gigas is een eenoogkreeftjessoort uit de familie van de Megacalanidae. De wetenschappelijke naam van de soort is voor het eerst geldig gepubliceerd in 1947 door Sewell.